# Mīlgrāvis
Mīlgrāvis est un voisinage du district du Nord  à Riga en Lettonie.

## Géographie
Le quartier de Mīlgrāvis est situé au nord de Riga. 
Par voie terrestre, il borde les quartiers de Mežaparks, Sarkandaugava, Vecmīlgrāvis et Trīsciems, ces deux derniers sont reliés par le pont de Mīlgrāvis.
Il borde aussi le quartier de Jaunciems sur la rive opposée du lac Ķīšezers. 
Les limites du quartier de Mīlgrāvis sont la canal de Mīlgrāvis, Ķīšezers, Mežaparks, les rues Viestura prospekt et Lēdurgas iela, ainsi que la ligne ferroviaire portuaire. 
La superficie de Mīlgrāvis est de 3,225 km2 soit 40% de moins que la superficie moyenne des quartiers de Riga. 
La longueur du périmètre du quartier est de 8 080 mètres. 
Le quartier de Mīlgrāvis se compose de 2 parties distinctes : Jaunmīlgrāvis occupée principalement par la zone portuaire, et Aplokciems qui est principalement une zone résidentielle et de loisirs. 
Ces deux parties sont séparées par la ligne de Zemitāni à Skulte et les rues Viestura prospekt et Mīlgrāvja iela.

## Transports
- Bus: 	 	2, 11, 24, 58
- Tramway: 5, 8